# 圣安杰洛-因利佐拉
圣安杰洛-因利佐拉（義大利語：Sant'Angelo in Lizzola），是意大利佩薩羅和烏爾比諾省的一个已废置的市镇。总面积11.8平方公里，人口8515人，人口密度721.6人/平方公里（2008年）。ISTAT代码为041056。
2014年1月1日该市镇与科尔博尔多洛市镇合并为新的瓦莱福利亚市镇。